# Hydroptila capensis
Hydroptila capensis är en nattsländeart som beskrevs av Barnard 1934. Hydroptila capensis ingår i släktet Hydroptila och familjen smånattsländor. Inga underarter finns listade i Catalogue of Life.